# Шламмерсдорф
Шламмерсдорф (нім. Schlammersdorf) — громада в Німеччині, розташована в землі Баварія. Підпорядковується адміністративному округу Верхній Пфальц. Входить до складу району Нойштадт-ан-дер-Вальднааб. Складова частина об'єднання громад Кірхентумбах.
Площа — 20,35 км2. Населення становить 852 ос. (станом на 31 грудня 2020).

## Галерея

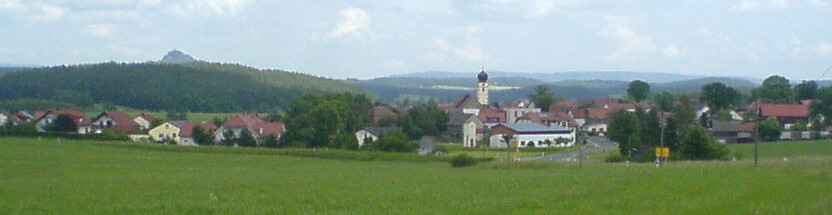